# Méthylidyne
Le méthylidyne est une espèce chimique de formule CH. C'est un carbyne dont l'état fondamental est un état doublet linéaire paramagnétique. Il est stable à l'état gazeux dilué, mais tend à polymériser à plus forte concentration : en tant que monoradical, les réactions d'addition sont rapides et exothermiques.
On rencontre le méthylidyne notamment dans le milieu interstellaire ainsi que dans l'atmosphère de certaines étoiles, notamment de type spectral G, K, M, S ou encore C.
Le méthylidyne est aussi présent dans la chevelure de comètes.